# Midsommartjärnen, Ångermanland
Midsommartjärnen är en sjö i Nordmalings kommun i Ångermanland och ingår i Leduåns huvudavrinningsområde.